# Valorant
Valorant – sieciowa strzelanka pierwszoosobowa oparta na modelu free-to-play, wyprodukowana przez Riot Games i wydana 2 czerwca 2020. Początkowo zapowiedziana jako „Project A”, z czasem zmieniono tytuł na Valorant. 7 kwietnia 2020 rozpoczęto zamknięte testy wersji beta.
Valorant jest porównywany do strzelanek Counter-Strike: Global Offensive oraz Overwatch.

## Rozgrywka
Mecze rozgrywane są pomiędzy dwiema drużynami po pięciu graczy. Każdy zawodnik może wybrać swoją postać, z których każda różni się zestawem umiejętności i stylem rozgrywki. W standardowym trybie rozgrywka składa się z dwóch połów po 12 rund każda. W każdej połowie jedna drużyna podkłada bombę (ang. spike) lub eliminuje przeciwników, a druga ma temu zapobiec albo rozbroić bombę. W drugiej połowie drużyny zamieniają się rolami. Wygrywa zespół, który pierwszy zdobędzie 13 punktów. W przypadku remisu jest dogrywka, a w trybie rankingowym gra się do przewagi dwóch punktów lub remisu. Kredyty zdobyte podczas rozgrywania rund gracze mogą wydać na umiejętności, tarcze i broń.
Początkowo twórcy przygotowali trzy mapy, na których można rozegrać mecz – Split, Bind oraz Haven. W późniejszych aktualizacjach dodano jeszcze osiem map – Ascent, Icebox, Breeze, Fracture, Pearl, Lotus, Sunset i Abyss. Oprócz tego udostępniono pięć map, na których można zagrać wyłącznie w trybie team deathmatch – Piazza, District, Kasbah, Drift i Glitch. Serwery zostały tak opracowane, aby uniknąć problemów z synchronizacją i zapewnić dynamiczną rozgrywkę.
Do dyspozycji graczy oddano wielu bohaterów zwanych agentami. Na początku dostępni są: Brimstone, Jett, Phoenix, Sage oraz Sova. Pozostałe postacie trzeba odblokować. Są to: Viper, Cypher, Omen, Breach, Raze, Reyna, Killjoy, Skye, Yoru, Astra, KAY/O, Chamber, Neon, Fade, Harbor, Gekko, Deadlock, Iso, Clove, Vyse, Tejo oraz Waylay.

## Odbiór
Gra spotkała się z pozytywnym odbiorem recenzentów, uzyskując w wersji na Microsoft Windows średnią z 45 ocen wynoszącą 80/100 według agregatora Metacritic.

### Nagrody i nominacje
| Rok  | Wydarzenie             | Kategoria                       | Rezultat  |
| ---- | ---------------------- | ------------------------------- | --------- |
| 2020 | The Game Awards 2020   | najlepsza gra e-sportowa        | nominacja |
| 2020 | The Game Awards 2020   | najlepszy multiplayer           | nominacja |
| 2020 | The Game Awards 2020   | najlepsze wsparcie społeczności | nominacja |
| 2022 | The Game Awards 2022   | najlepsza gra e-sportowa        | wygrana   |
| 2023 | Golden Joystick Awards | najlepsza gra streamingowa      | wygrana   |